# كيفن أرنولد
كيفن أرنولد (بالفرنسية: Kevin Arnould)‏ هو متزلج قفز فرنسي، ولد في 19 فبراير 1980 في Sallanches ‏ في فرنسا.

## وصلات خارجية
- كيفن أرنولد على موقع الاتحاد الدولي للتزلج (التزلج الريفي) (الإنجليزية)
- كيفن أرنولد على موقع الاتحاد الدولي للتزلج (القفز التزلجي) (الإنجليزية)
- كيفن أرنولد على موقع الاتحاد الدولي للتزلج (التزلج النوردي المزدوج) (الإنجليزية)
- كيفن أرنولد على موقع أوليمبيديا (الإنجليزية)